# Aleksandrowka (rejon sorokiński)
Aleksandrowka (ros. Александровка) – wieś (sieło) w Rosji, w obwodzie tiumeńskim, w rejonie sorokińskim. W 2021 liczyła 441 mieszkańców.